# Heerle
Heerle (en brabantino: Èrel) es una aldea en el municipio de Roosendaal, en la provincia de Brabante Septentrional, en los Países Bajos. Antes la reorganización municipal de 1997, Heerle pertenecía al municipio de Wouw. Se encuentra entre Bergen op Zoom y Roosendaal.

## Etimología
La primera mención del pueblo data del siglo XIII, en la que se refiere al pueblo como Harella, que probablemente sea una composición de har (una tierra arenosa elevada) y loo, un pequeño bosque.
- Datos: Q2868110
- Multimedia: Heerle / Q2868110

1. ↑  Worldpostalcodes.org,código postal n.º 4726.